# Ᶎ
Cette page contient des caractères spéciaux ou non latins. S’ils s’affichent mal (▯, ?, etc.), consultez la page d’aide Unicode.
ᶎ, appelé z crochet palatal ou z hameçon palatal, est une lettre additionnelle de l’alphabet latin qui était utilisée dans l'alphabet phonétique international pour représenter une consonne fricative alvéolaire voisée palatalisée [zʲ]. Elle a aussi été utilisée dans une proposition de romanisation hanyu pinyin du chinois mandarin dans les années 1950.

## Utilisation
L’alphabet dialectal suédois de 1878 de Johan August Lundell, utilisant l’italique, a une forme de z avec un crochet palatal ressemblant à un ej.

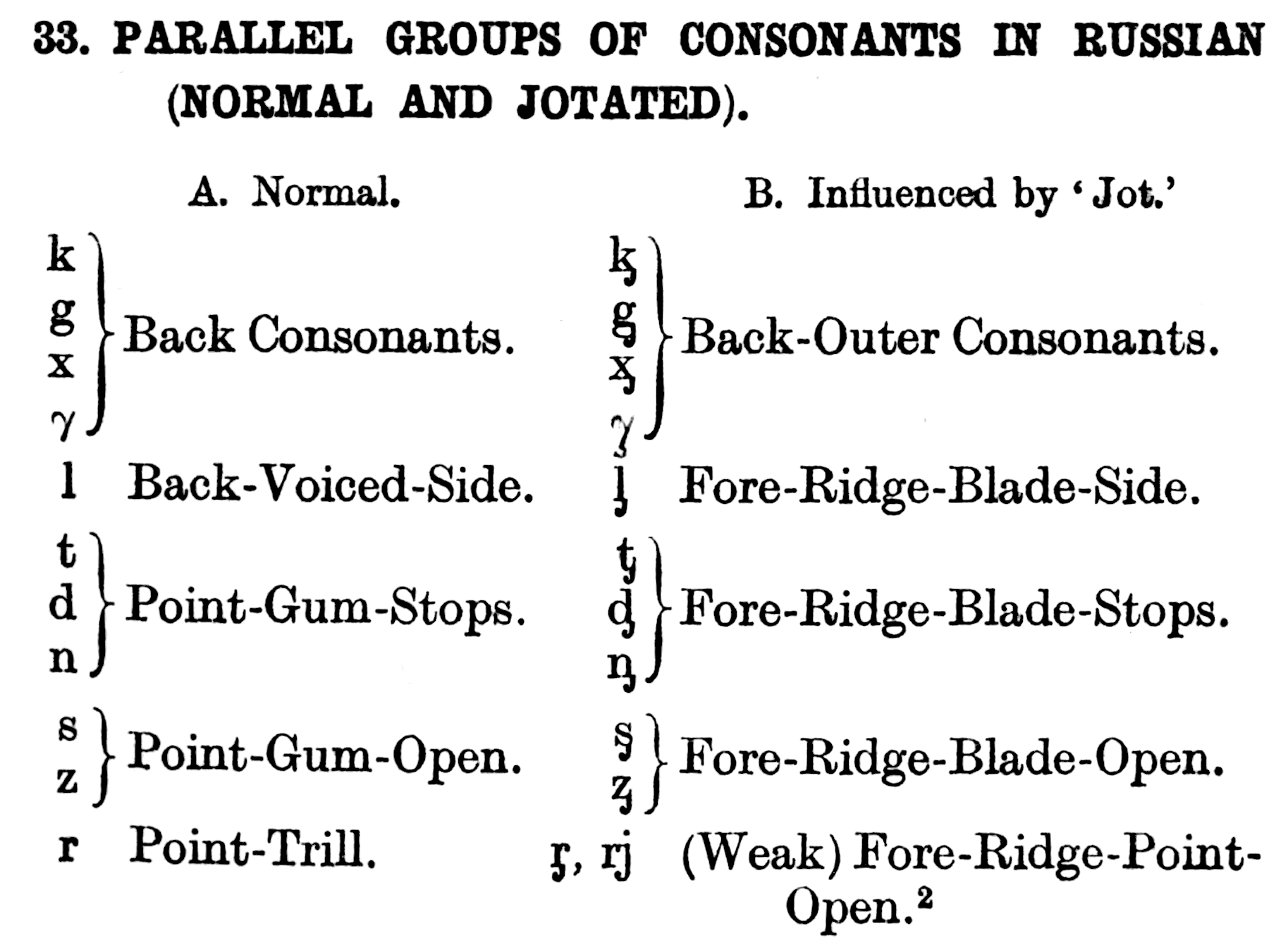
Tableau de consonnes normales et palatalisées dans Trofimov et Scott 1919.

Le z crochet palatal est adopté officiellement dans l’alphabet phonétique international en 1928. Il avait déjà été utilisé par Michael V. Trofimov et James P. Scott, ou Daniel Jones et Trofimov en 1923 dans des descriptions phonétiques russes, et figure aussi dans L’Écriture phonétique internationale publié en 1921.
Le z crochet palatal fait partie d’un alphabet hanyu pinyin proposé en 1956, utilisant d’autres lettres additionnelles comme ч, ꞔ, ŋ, ʂ. Elle représente une consonne affriquée rétroflexe sourde [ʈʂ] en mandarin standard, aujourd’hui transcrite ‹ zh › en hanyu pinyin.

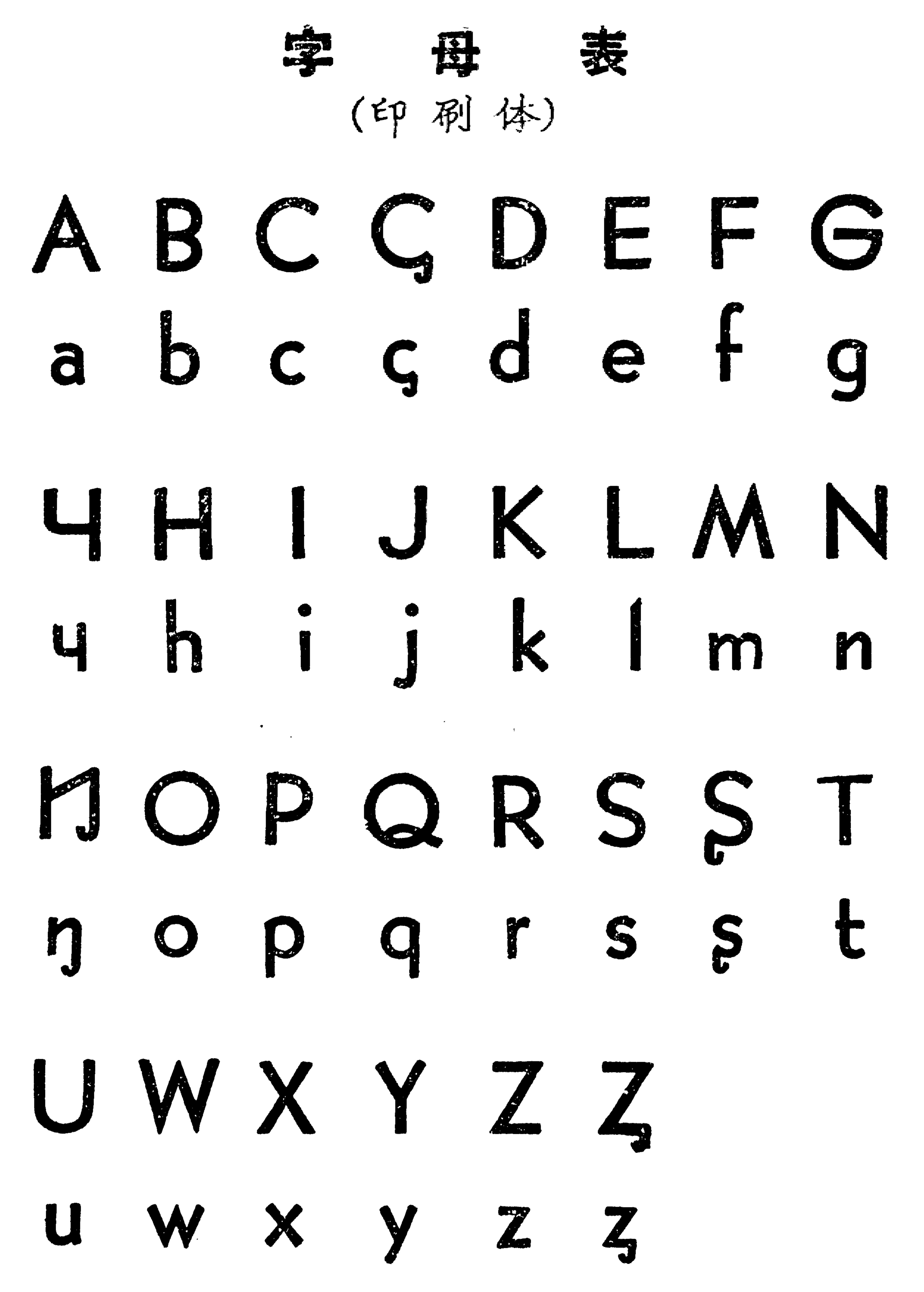
Projet d’alphabet chinois de 1956, forme imprimée.
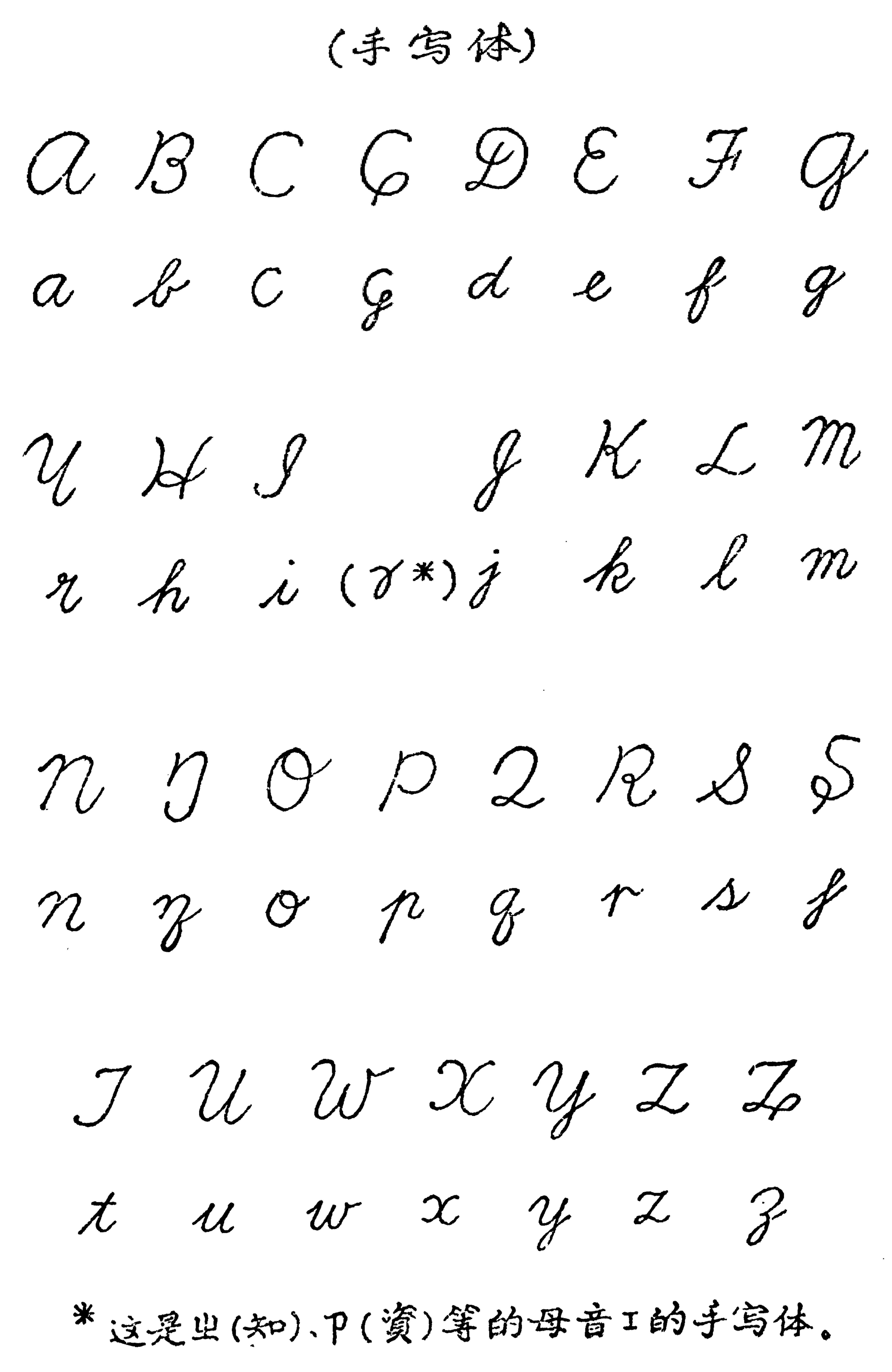
Projet d’alphabet chinois de 1956, forme imprimée.

## Représentations informatiques
Le z hameçon palatal peut être représenté avec les caractères Unicode (Extensions phonétiques) suivants :
| formes    | représentations | chaînes de caractères | points de code | descriptions                                                   |
| --------- | --------------- | --------------------- | -------------- | -------------------------------------------------------------- |
| majuscule | Ᶎ               | Ᶎ                     | U+A7C6         | lettre majuscule latine z hameçon palatal(depuis Unicode 12.0) |
| minuscule | ᶎ               | ᶎ                     | U+1D8E         | lettre minuscule latine z hameçon palatal                      |